# Sturmtief Ginger
Das Sturmtief Ginger war ein Sturm im Mai 2000, welches Teile Deutschlands und der Beneluxstaaten sowie im geringeren Umfang auch Dänemark betraf. Das Ereignis um Ginger zählt zu dem seltenen Auftreten eines Sturmtiefs im Mai, zu dieser Jahreszeit sind für gewöhnlich die Temperaturdifferenzen zu gering, um starke orkanartige Stürme hervorzurufen. Ginger war der letzte einer ganzen Reihe von schweren Stürmen in Mitteleuropa, welche vom Herbst 1999 bis in das Frühjahr 2000 wüteten.

## Auswirkungen

### Deutschland
Von Ginger waren in Deutschland vor allem die Bundesländer Nordrhein-Westfalen, Niedersachsen, Mecklenburg-Vorpommern sowie die Stadtstaaten Bremen und Hamburg betroffen. 
| Helgoland   | 105 km/h |
| Spiekeroog  | 101 km/h |
| Borkum      | 100 km/h |
| Bremerhaven | 100 km/h |

| Düsseldorf     | 102 km/h |
| Essen-Bredeney | 99 km/h  |
| Salzuflen      | 97 km/h  |
| Haltern        | 95 km/h  |
| Diepholz       | 94 km/h  |
| Osnabrück      | 93 km/h  |

In Salzuflen wurde ein Kurgast durch einen abbrechenden Ast getötet. In Essen starb ein Autofahrer, nachdem er in einen im Einsatz befindlichen Wagen des Technischen Hilfswerks gefahren war. 
Mehrere Zelte auf dem Heiligengeistfeld in Hamburg, welche für den 94. Katholikentag aufgebaut worden sind, wurden durch den Sturm zerstört. Auf dem Gelände der Expo 2000 in Hannover musste die Feuerwehr neben zahlreichen Zelten auch das Dach des niederländischen Pavillons sichern. Auf Norderney wurde der Kopf einer Windkraftanlage abgerissen. In Hürth wurde der Sichtschutzzaun der gerade stattfindenden 1. Staffel von Big Brother umgeweht.
Die Deutsche Gesellschaft zur Rettung Schiffbrüchiger rettete insgesamt 96 Menschen aus Seenotlagen in der Nord- und Ostsee, welche von dem Sturm verursacht wurden. Vor Cuxhaven sank ein Fischkutter, die Besatzung konnte vom Seenotrettungskreuzer Hermann Helms gerettet werden.
In der westlichen Ostsee verursachte der kräftige Südwest- und Westwind ein Niedrigwasser, welches die Fährverbindungen teilweise beeinträchtigte.

### Niederlande
In Eindhoven wurden ein Mann und ein Kind von Ästen erschlagen. In Oosthuizen starb ein Mann.